# Маточкин, Иван Никитич
Ива́н Ники́тич Ма́точкин (1899―1973) ― советский анатом, доктор медицинских наук, профессор. Известен своими работами по нейроморфологии и анатомии кровеносной системы.

## Биография
Родился 2 мая 1899 года в деревне Конево Вятской губернии в крестьянской семье. 
Закончив учебу в школе работал секретарем сельсовета. В 1924 году окончил Вятский медицинский техникум, работал фельдшером и помощником санитарного врача в Яранской городской больнице, затем был назначен заведующим районным отделом здравоохранения. 
В 1931 году окончил Казанский медицинский институт. Сразу после принят на должность ассистента кафедры нормальной анатомии Казанского медицинского института, где его научным руководителем был профессор Василий Терновский. В 1937 году успешно защитил кандидатскую диссертацию. В 1938 году назначен заведующим кафедрой оперативной хирургии и топографической анатомии Казанского мединститута. В 1939 году стал доцентом.
В 1940 году переехал в Архангельск, где проработал 32 года. Здесь заведовал кафедрой нормальной анатомии Архангельского государственного медицинского института (АГМИ), В 1949-1952 годах трудился заместителем директора Архангельского мединститута по научной и учебной работе. С 1952 по 1953 год  был ректором АГМИ. 
Тяжело заболев, завещал свое сердце музею кафедры анатомии человека Архангельского мединститута. Ныне оно находится в анатомическом музее Северного государственного медицинского университета. 
Скончался 1 декабря 1973 года в Архангельске, похоронен на Кузнечевском кладбище.

## Научная деятельность
В 1945 году защитил докторскую диссертацию. В том же году избран профессором. Написал более 100 научных работ по нейроморфологии и анатомии кровеносной системы. Большое внимание уделял подготовке квалифицированных кадров, воспитывая студентов в лучших традициях казанской медицинской школы.
Под его руководством было выполнено 9 кандидатских диссертаций.  

## Награды
- Орден Трудового Красного Знамени (1953)
- Медали
- Знак «Отличник здравоохранения»